# Somos Tão Jovens
Somos tão Jovens é um filme de drama musical brasileiro de 2013, uma obra biográfica sobre a juventude do cantor Renato Russo. O longa foi produzido por Canto Claro Produções Artísticas, dirigido por Antonio Carlos da Fontoura, escrito por Marcos Bernstein e estrelado por Thiago Mendonça, Laila Zaid, Sandra Corveloni, Marcos Breda, Bianca Comparato e Bruno Torres.
O filme conta a história de Renato Manfredini Júnior, um garoto que depois de se mudar do Rio para Brasília em 1973, começou a sofrer de uma doença óssea rara, a epifisiólise, que o confinou à cadeira de rodas após uma cirurgia. Obrigado a ficar em casa e sendo tratado com morfina, o jovem começou a traçar seus planos de se tornar o maior roqueiro do Brasil, fundando, em 1979, a banda punk Aborto Elétrico, depois rompendo com o grupo para se tornar o "Trovador Solitário" e, mais tarde, criando a banda Legião Urbana.
Inicialmente, a ideia era fazer um documentário sobre a vida de Renato Russo. Em 1999, o produtor musical Luiz Fernando Borges chegou a apresentar o projeto para família de Renato, e todos autorizaram o desenvolvimento. Em 2005, foi divulgado que a ideia do documentário havia sido descartada e um longa-metragem estava sendo produzido, agora, sob comando da produtora de Antonio Fontoura, a Canto Claro Produções Artísticas. Em meados de 2009, parte do elenco foi confirmado e as filmagens iniciaram em 2011, em Brasília.
Com a maior campanha de divulgação para um filme brasileiro distribuído pela Imagem Filmes, Somos tão Jovens foi lançado nos circuitos nacionais em 3 de maio de 2013 pelas distribuidoras Imagem Filmes e Fox Film Brasil, conseguindo atingir a sexta posição entre as melhores aberturas desde a retomada e a primeira posição entre os lançamentos de filmes brasileiros no ano. As resenhas dos críticos especializados foram mistas. Em agosto de 2014, o longa recebeu cinco indicações ao Grande Prêmio, porém venceu apenas na categoria de Melhor Atriz Coadjuvante com o prêmio para Bianca Comparato.

## Enredo
Em 1973, logo após sua família se mudar para Brasília, Renato Manfredini Júnior (Thiago Mendonça), com apenas 13 anos, fica preso por uma doença degenerativa numa cama. Sem muito a fazer, o jovem começa a compor poesias e sonha em se tornar o líder de uma grande banda de rock.  Depois de algum tempo, é curado, descobre em sua cidade o movimento punk, adota o nome de Renato Russo e forma com amigos da Turma da Colina a banda Aborto Elétrico, época em que compõe as músicas "Que País É Este?", "Música Urbana" e "Geração Coca-Cola".
Com a falta de repercussão de seu trabalho e aos conflitos com o restante dos integrantes da banda, ele resolve deixar o grupo e seguir em carreira solo, agora como "O Trovador Solitário", época em que cria canções mais narrativas, tais como "Eduardo e Mônica" e "Faroeste Caboclo". Em 1982, apesar da rejeição de suas novas canções, consegue despertar a atenção em outros círculos e retoma seu sonho de criar uma grande banda, convidando Marcelo Bonfá (Conrado Godoy) e Dado Villa-Lobos (Nicolau Villa-Lobos) para formar a Legião Urbana. Na primeira apresentação, em Minas Gerais, a banda consegue conquistar o público jovem, porém é detida por sua atitude contestadora.
De volta a Brasília a banda conquista mais fãs, até deixar a cidade para se apresentar em 1982 no Rio de Janeiro, iniciando a trajetória que a tornaria umas das maiores bandas do rock brasileiro.

## Elenco
- Thiago Mendonça como Renato Russo[6]
- Laila Zaid como Ana Cláudia[6]
- Sandra Corveloni como Carminha[6]
- Marcos Breda como Dr. Renato[6]
- Bianca Comparato como Carmem Teresa[6]
- Bruno Torres como Fê Lemos[6]
- Daniel Passi como Flávio Lemos[6]
- Conrado Godoy como Marcelo Bonfá[6]
- Nicolau Villa-Lobos como Dado Villa-Lobos[6]
- Sérgio Dalcin como André Pretorius[6]
- Ibsen Perucci como Dinho Ouro Preto[6]
- Olívia Torres como Gabriela[6]
- Kotoe Karasawa como Suzy[6]
- Nathalia Lima Verde como Helena Lemos[7]
- Henrique Pires como Carlos Alberto[6]
- André de Carvalho como Tony[6]
- Vitor Bonfá como Loro Jones[6]
- Victor Carballar como Philippe Seabra[6]
- Kael Studart como Andi[6]
- Waldomiro Alves como Feijão[6]
- Leonardo Villas Braga como Hermano Vianna[6]
- Edu Moraes como Herbert Vianna[6]
- Natasha Stransky como Teresa[6]
- René Machado como Ico Ouro Preto
- Daniel Granieri como Zeca[8]

## Produção

### Desenvolvimento e pré-produção
Em 1999, o produtor musical Luiz Fernando Borges obteve da família de Renato Russo a licença para desenvolver um documentário sobre a vida do cantor e o compromisso da família participar de todas as etapas, e todos autorizaram o desenvolvimento. Logo depois, Antonio Carlos da Fontoura é convidado para liderar o projeto. Borges que era amigo intimo de Renato, relatou que já conhecia e admirava o trabalho de Fontoura, e o convidou para se tornar parceiro.
Em abril de 2005, foi anunciado que o projeto de um documentário tinha sido descartado e que um filme, cujo título seria Religião Urbana, estava em seus primeiros estágios de desenvolvimento, sob comando da Canto Claro Produções Artísticas. Também foi anunciado que o roteiro estava sendo escrito por Fontoura e Borges, que já estavam perto de concluir a primeira versão. Mais tarde, Marcos Bernstein foi contratado para fazer o tratamento final no roteiro, voltado para a juventude de Renato em Brasília até a criação da banda Legião Urbana, e não incluindo a trajetória de sucesso da banda nem sua descoberta em 1990 de que era portador do vírus da AIDS, que o levou à morte seis anos depois. Thiago Mendonça descreveu o roteiro como sendo "o prefácio de uma grande história desconhecida do público, em que se define uma personalidade e começa a desabrochar o artista, com suas influências e inspirações".
Sobre o título Religião Urbana, Carmem Manfredini, mãe de Renato se manifestou contra e disse que o cantor odiaria porque não gostava da veneração "religiosa" em torno dele. Segundo ela, ele dizia que "não tinha vocação pra padre, nem pastor". A sugestão de Somos tão Jovens foi de Carmem. A ideia veio de um trecho da música "Tempo Perdido", do álbum Dois do grupo Legião Urbana, lançado na década de 80, período áureo do grupo.
| “ | O que tinha em minha mente, não era dizer como Renato Russo criou a Legião Urbana, e sim como Júnior criou Renato Russo. Eu quero fazer um filme sobre um moleque que se inventa. Eu estar trabalhando com esse pessoal novo, cheio de vontade de fazer e que tem uma ligação afetiva foi muito bom pra mim. Foi o filme em que mais me soltei como diretor. | ” |

A pré-produção contou também com a participação da família Mafrendini. A irmã Carmem colaborou nas pesquisas, fornecendo dados sobre a infância, fotografias e histórias do irmão. A pesquisa musical do filme ficou ao encargo de Luiz Fernando Borges e Carlos Trilha. Thiago Mendonça teve que fazer uma longa preparação, com aulas de canto e violão durante três meses para poder cantar todos os números musicais que aparecem no filme, pois o diretor musical Carlos Trilha vetou os playbacks e trouxe o conceito de filmar todas as performances ao vivo. Thiago afirmou durante uma entrevista que "Borges foi fundamental nesse processo, tanto no aspecto humano de relatar fatos, quanto nas referências musicais".

### Escolha do elenco
A escolha do elenco inicialmente ao encargo de Ciça Castello — que também fez a busca por atores mirins para 2 Filhos de Francisco —, posteriormente foi transferida para Guilherme Gobbi e Dani Pereira. No tempo em que exercia o cargo, Ciça revelou:
| “ | É um processo lento. Pesquisamos em várias regiões do Brasil, é todo um estudo. Fazemos vários testes até conseguir encontrar alguém que tenha as características físicas do artista. Isso costuma durar meses. Ainda estamos nos preparando para esta nova maratona. | ” |

"O convite surgiu em 2008. Desde 2008 eu já estava alerta a tudo que dizia respeito a ele. Ao observar, fui agindo organicamente. Três meses filmando, distante de casa, distante das minhas coisas. Não pensei muito nos fãs, mas pensava: se o Renato me conhecesse, será que ia gostar? Mas meu compromisso era com a história, não com a legião de fãs. Mas, se os fãs gostarem, o meu compromisso com a história pode ser uma consequência"

— Thiago Mendonça falando sobre o filme.
Em janeiro de 2009, o site da revista Contigo! informou que Thiago Mendonça havia sido confirmado para o papel principal. Esta foi a segunda vez que Mendonça interpretou um cantor, sendo a primeira em 2 Filhos de Francisco, lançado em 2005, onde interpretou o personagem Luciano da dupla Zezé di Camargo & Luciano. A escolha de Thiago Mendonça foi uma indicação de Fernanda, esposa de Dado Villa-Lobos.
Em novembro de 2009, a atriz Júlia Lemmertz foi convidada para interpretar a mãe do protagonista, Carminha, mas não pôde aceitar por questões de agenda, e logo depois ela foi substituída por Sandra Corveloni.
Inicialmente, o ator que interpretaria Marcelo Bonfá seria o filho dele, João Pedro Bonfá, porém, semanas antes do início das filmagens o ator teve problemas de saúde. As filmagens não podiam ser adiadas, portanto, ele foi substituído por Conrado Godoy, ex-integrante da banda de Pedro Bonfá.

### Filmagens

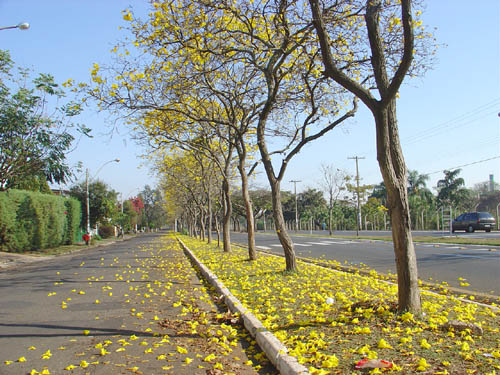
O filme foi gravado também na Unicamp.

Com um orçamento de produção estimado de 6,4 milhões de reais, as filmagens de Somos tão Jovens começaram no final de maio de 2011.  Depois de quatro semanas filmando em Brasília, em julho de 2011, a produção do filme se mudou para Paulínia, interior de São Paulo, para mais quatro semanas de filmagens.
Durante o processo de filmagens, foi usado câmeras Aaton Penelope de 35mm 3-perf. Segundo o montador Dirceu Lustosa, o uso das câmeras Aaton foi essencial, pois proporcionou uma redução no custo de negativos. Ao longo de toda a filmagem, todo material telecinado em HDs de transito era armazenado em sistemas de backup duplicados e criptografados.
Em 15 de julho de 2011, a produção se instalou na Universidade Estadual de Campinas — que no filme é a Universidade de Brasília, devido às semelhanças —, para gravar as últimas cenas externas, onde Renato e a Turma da Colina estão em um carro e são abordados pela polícia. Outras cenas foram gravadas em espaços internos da universidade, incluindo o Instituto de Artes e a Biblioteca Central Cesar Lattes. As gravações internas, como nos estúdios, foram finalizadas no final de julho.

### Pós-produção

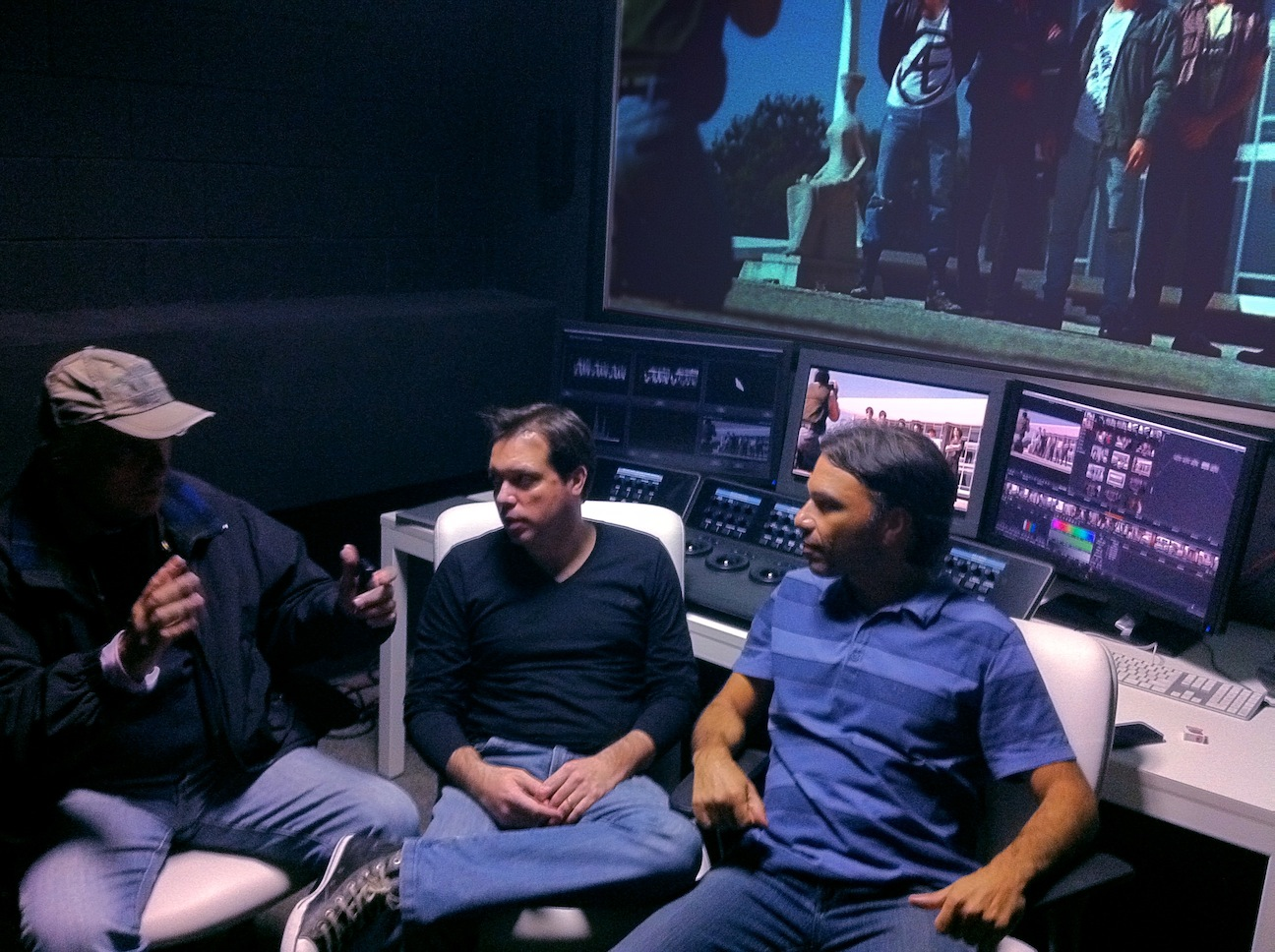
Fontoura, Marco e Dirceu, na sessão de correção das cores do filme na Quanta Post.

Em outubro de 2010, as primeiras ideias foram desenhadas em reuniões com o diretor e os primeiros integrantes da equipe técnica. Esses desenhos serviram de orientação para a produtora, Letícia Fontoura da Canto Claro Produções e outros departamentos técnicos.
Todo o processo de montagem de Somos tão Jovens, ficou a cargo de Dirceu Lustosa, da Quadro a Quadro Finalização. Durante a montagem do filme foi configurado um sistema de projeção em alta-definição e som surround, como parte da estação de edição, sendo também instalado uma estação equivalente nos escritórios da Canto Claro Produções que por parte do diretor e produtor poderia remotamente ser atualizado de forma a permitir visionamento e outras avaliações. A plataforma de trabalho da montagem foi em computadores Apple usando o software Final Cut Pro.
Após o término das filmagens, foi dado o início da pós-produção, sob a supervisão de Dirceu Lustosa, os trabalhos foram divididos da seguinte forma: sob o comando de Carlos Trilha, a edição da música do filme, tanto a gravada ao vivo quanto a original composta em especial, ficou a cargo da Orbita Sound Design, sob supervisão de Carlos Trilha, com edição de Fernando Morello; o scan, o conform, a correção de cor, os efeitos, o color science, e a masterizacão em DCP ficaram sob a responsabilidade da Quant Post.
O print to film 35mm foi realizado nos laboratórios da Technicolor, em Los Angeles. A mixagem ficou a cargo de Rodrigo Noronha e Denilson Campos, que pre-mixaram no Solo Áudio Estúdio, ficando a mixagem final e o Print Master Dolby para o Delart Studios. Antonio Falaschi Pimenta, da Pimenta Design, ficou responsável pela arte dos créditos de abertura e finais.

## Trilha sonora
A trilha sonora do filme possui 17 músicas, e tem direção musical de Carlos Trilha, que também participou da banda Legião Urbana e produziu dois CDs solos de Renato, The Stonewall Celebration Concert e Equilíbrio Distante.  A trilha foi lançada em formato digital em 3 de maio de 2013.
| Trilha sonora  |                                                |                                                                |         |  |
| N.º            | Título                                         | Intérprete(s)                                                  | Duração |  |
| 1.             | "Tempo Perdido"                                | Thiago Mendonça                                                | 4:57    |  |
| 2.             | "Ainda é Cedo"                                 | Thiago Mendonça                                                | 3:26    |  |
| 3.             | "Benzina"                                      | Sergio Dalcin, Thiago Mendonça                                 | 2:08    |  |
| 4.             | "O Reggae"                                     | Fred Nascimento, Gian Fabra e Carlos Trilha                    | 0:36    |  |
| 5.             | "Tédio (Com um "T" Bem Grande Pra Você)"       | Thiago Mendonça                                                | 2:07    |  |
| 6.             | "Tic-Tac"                                      | Carlos Trilha                                                  | 0:50    |  |
| 7.             | "Piano Tempo"                                  | Carlos Trilha, Fred Nascimento e Cesinha                       | 0:57    |  |
| 8.             | "Por Enquanto"                                 | Thiago Mendonça                                                | 1:51    |  |
| 9.             | "Taguatinga - Variação Sobre Faroeste Caboclo" | Gian Fabra, Fred Nascimento e Fernando Morello                 | 1:37    |  |
| 10.            | "Eu Sei"                                       | Thiago Mendonça                                                | 1:53    |  |
| 11.            | "Movimento do Tédio"                           | Fred Nascimento, Carlos Trilha, Thiago Mendonça e Bruno Torres | 1:29    |  |
| 12.            | "Blitz da Rockonha"                            | Fred Nascimento, Dirceu Lustosa, Dengue e Lourenço Monteiro    | 2:47    |  |
| 13.            | "Rock n' Roll Rocket"                          | The Royal Bastards                                             | 1:12    |  |
| 14.            | "Geração Coca-Cola"                            | Thiago Mendonça                                                | 2:22    |  |
| 15.            | "Que País É Esse?"                             | Thiago Mendonça                                                | 3:02    |  |
| 16.            | "Fátima"                                       | Thiago Mendonça                                                | 2:37    |  |
| 17.            | "Variação Sobre Tempo Perdido"                 | Carlos Trilha & Fernando Morello                               | 1:57    |  |
| Duração total: | Duração total:                                 | Duração total:                                                 | 35:48   |  |

## Lançamento
Somos tão Jovens foi exibido primeiramente em 7 de março de 2013 no 4° Encontro do Cinema Nacional que é organizado em Florianópolis pela Imagem Filmes, que é a co-distribuidora do filme. Em 24 de abril, aconteceu a pré-estreia do filme no Cine Odeon Rio, e pela primeira vez no Brasil, a cobertura — que foi realizada pela equipe de reportagem do canal Telecine —, foi transmitida simultaneamente via satélite para salas da Rede Cinemark em oito capitais brasileiras. O longa foi exibido também no Theatro Municipal de Paulínia em 30 de abril, e no 11th Brazilian Film Festival of New York, em 12 de junho de 2013.
O filme foi lançado nos cinemas brasileiros pelas distribuidoras Imagem Filmes e Fox Filmes do Brasil em 3 de maio de 2013. Antes desta data o filme tinha outras datas programadas que foram alteradas no decorrer da produção. No projeto inicial, seria lançado em 2010, logo depois passou para julho de 2011, outubro de 2012 e finalmente em fevereiro de 2013 as distribuidoras entraram em um consenso e a data foi modificada para maio.

### Divulgação
A campanha de divulgação do filme foi a maior para um filme brasileiro distribuído pela Imagem Filmes, com ações em meios de comunicação como televisão, rádio, redes sociais, entre outros. Em maio de 2011, a equipe do filme, lançou um website que leva o nome do filme, nele é disponibilizado informações sobre a produção, os cartazes e alguns vídeos. O site é como uma rede social, e tem um espaço de registro, para ter permissões para comentar, enviar recados para outros já registrados e curtir publicações. No primeiro post a equipe descreveu o website como um "Behind the Scenes" (Atrás das cenas em tradução livre). Em julho de 2011, foi divulgado as primeiras imagens de Somos tão Jovens, na primeira mostrava Tiago Mendonça segurando uma guitarra, diante de uma plateia; segunda já mostrava os bastidores da gravação duma cena que o protagonista estava num show da banda Aborto Elétrico.
Já o primeiro trailer teaser do filme foi lançado e compartilhado nas redes sociais em 5 de março de 2013, e explicava ao espectador a trajetória de Renato Russo, mas mostrava poucas cenas com o artista cantando ou compondo, também um cartaz foi lançado no mesmo dia. No final do mesmo mês, as distribuidoras lançaram o segundo cartaz e um vídeo do filme, em comemoração ao aniversário de Renato Russo, que completaria 53 anos no dia, o vídeo mostra o protagonista sendo convidado para substituir um colega, e canta o bem-sucedido single "Geração Coca-Cola" diante de uma grande plateia, já o cartaz é um registro da cena que aparece no vídeo. Também no site oficial do filme foi feito uma homenagem, com fotos antigas do cantor.
Em abril de 2013, para promover o lançamento do filme, o elenco de Somos tão Jovens compareceu no evento Abril Pro Rock, para cantar três músicas no dia de abertura. O palco foi montado no Chevrolet Hall, para o evento que aconteceu nos dias 19 e 20. Campanhas publicitárias de aproximadamente 30 segundos, começaram a ser exibidas em 10 de abril de 2013 em algumas emissoras pagas parceiras das distribuidoras. Ainda em abril, também para promover o lançamento do filme, ocorreu dois hangouts na rede social Google Plus, o primeiro com participação de integrantes das bandas Plebe Rude e Jota Quest, e também da equipe de produção do filme; já o segundo contou com presença das bandas Natiruts e Raimundos, além do elenco principal do filme, incluindo Thiago Mendonça e Laila Zaid.

### Home video
Em 7 de agosto de 2013, Somos tão Jovens foi lançado em formatos DVD e Blu-ray Disc. Além do filme no aspecto original 1.85:1, áudio em português DTS-HD 5.1 e legendas em português, inglês e espanhol, o formato Blu-ray inclui materiais extras, como cenas excluídas, featurette de bastidores, clipes musicais, trailers e galeria de fotos. Em formato DVD, além da versão normal, a livraria Saraiva lançou uma edição de colecionador, tendo como brindes: três posteres do filme e; como material extra: trailers, clipes musicais e galeria de fotos.[carece de fontes?]

## Recepção

### Bilheteria
Somos tão Jovens estreou em 560 salas, sendo 111 somente na região metropolitana de São Paulo, e teve um público recorde de 471 mil espectadores, arrecadando 5.582.576 reais em seu primeiro fim de semana. O filme foi a melhor estreia entre os filmes brasileiros lançados em 2013, superando a comédia Vai que Dá Certo, e a sexta melhor estreia desde a chamada "retomada", com o filme Carlota Joaquina, Princesa do Brazil (1995).
Em sua segunda semana, agora em 529 salas, Somos tão Jovens atingiu um total de 1 milhão de espectadores, assim arrecadando 3.093.570 reais na semana, totalizando 11.094.431 reais, e como esperado, ele ainda permaneceu na segunda posição, atrás somente de Homem de Ferro 3, nas bilheterias. No total o filme teve 1.703.776 espectadores, arrecadando mais de 18 milhões de reais, em seis semanas em cartaz.

### Crítica

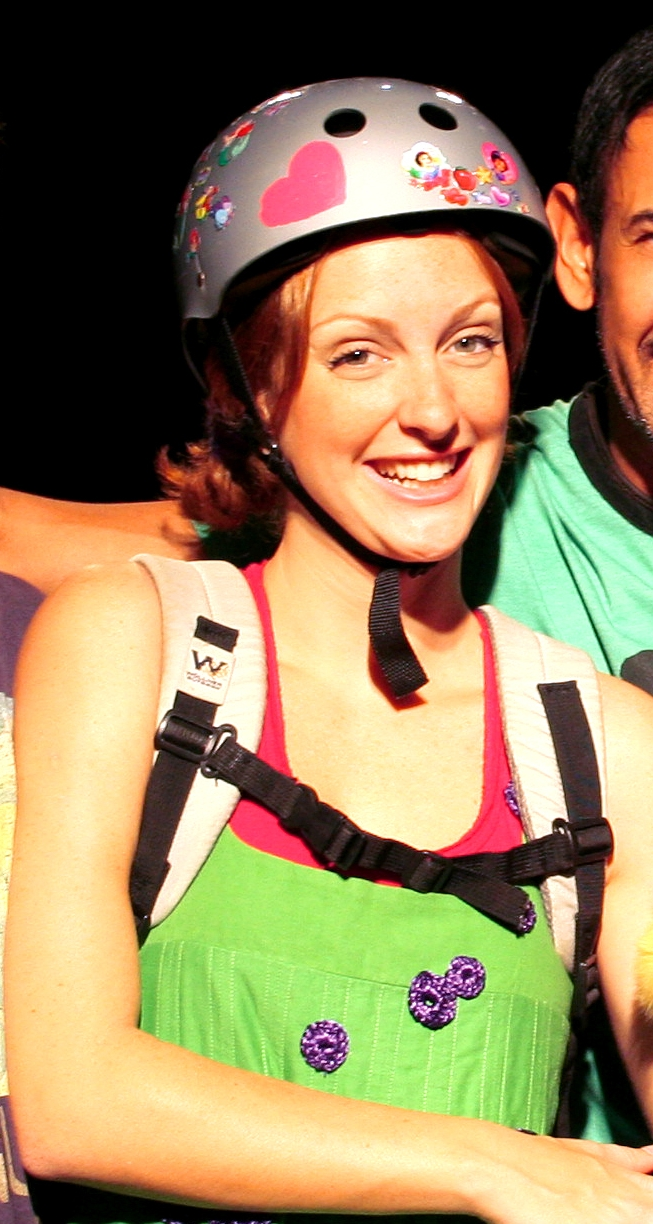
Laila Zaid, juntamente com Thiago Mendonça, foi bastante elogiada pelos críticos.

Somos tão Jovens recebeu avaliações mistas dos críticos especializados, com uma média de três de cinco estrelas, dentre 18 críticas analisadas. Interpretações como as de Thiago Mendonça foram bastantes elogiadas pelos críticos, mas por outro lado, o filme teve avaliações bastantes negativas a respeito dos diálogos, que segundo muitos críticos — como Rodrigo Ortega do Portal G1 —, são esquemáticos e artificiais, outros como Roberto Cunha, do site AdoroCinema, que concedeu três de cinco estrelas ao filme, escreveu que o filme "soou estranho e forçado com diálogos construídos a partir de expressões 'pinçadas' das canções de Renato". Também relatou que "entre os erros e acertos, o elenco está bem e o destaque vai para o trio com mais espaço na trama, composto por Laila Zaid, Bruno Torres e Thiago Mendonça".
Michele Nunes do Diário de S. Paulo elogiou a trilha sonora, e disse que "a música junto com as interpretações de Thiago, compõem os momentos mais impressionantes do filme". Também comentou que "são esses os motivos mais do que suficientes para levar os espectadores aos cinemas". Sobre alguns diálogos que foram recebidos negativamente, Michele relatou que são "insatisfatórios, mas que não incomodam muito". Silvia Freitas do website CinePop achou que o filme ficou bastante realista, e que "pode-se dizer que foi aquilo mesmo o que aconteceu, do jeitinho em que está sendo mostrado". Ela cita os momentos em que a vida de Renato se cruza com bandas como Plebe Rude, Capital Inicial e Os Paralamas do Sucesso, como um dos ápices no filme. Silvia também relatou que o ator Thiago Mendonça encarna o personagem, de tal maneira que "até seu jeito de falar, dançar e se expressar te leva para um universo real, onde parece estar vendo o próprio Renato a contar sua bibliografia".
Roberto Guerra escreveu no CineClick que "Somos tão Jovens peca no desenvolvimento de alguns coadjuvantes, que poderiam ter suas passagens mais aprofundadas", e disse que o diretor "optou por não se prender nos personagens periféricos para não alongar e manter a dinamismo do filme", por outro lado, o critico acha que "mesmo com lacunas a preencher, o filme é bom e necessário por fazer um registro autêntico de uma época tão importante para a música nacional". Cynara Menezes, da revista CartaCapital, criticou o roteiro do filme, comparando-o com a série Malhação, "se fosse feita pela Record". A jornalista também notou uma "suavização" de sua biografia no que diz respeito a sua homossexualidade. Para Menezes, o filme mostra Renato Russo como bissexual para torná-lo mais "palatável" para a audiência, sacrificando detalhes de sua vida pessoal, como seu namoro fixo com outro homem à época retratada.

### Prêmios
Em agosto de 2014, foi anunciado as indicações do Grande Prêmio do Cinema Brasileiro, e Somos tão Jovens recebeu cinco delas, porém venceu apenas na categoria de Melhor Atriz Coadjuvante com o prêmio para Bianca Comparato.
| Prêmio        | Categoria                                     | Situação | Ref    |
| ------------- | --------------------------------------------- | -------- | ------ |
| Grande Prêmio | Melhor Atriz Coadjuvante — Bianca Comparato   | Venceu   | [ 73 ] |
| Grande Prêmio | Melhor Atriz Coadjuvante — Sandra Corveloni   | Indicado | [ 73 ] |
| Grande Prêmio | Melhor Ator Coadjuvante — Bruno Torres        | Indicado | [ 73 ] |
| Grande Prêmio | Melhor Montagem — Dirceu Lustosa              | Indicado | [ 73 ] |
| Grande Prêmio | Melhor Trilha Sonora Original — Carlos Trilha | Indicado | [ 73 ] |